# Surinam na Letnich Igrzyskach Paraolimpijskich 2004
Surinam na Letnich Igrzyskach Paraolimpijskich 2004 w Atenach reprezentowało dwoje zawodników – jeden mężczyzna i jedna kobieta. Był to debiut reprezentacji Surinamu na igrzyskach paraolimpijskich.

## Wyniki

### Lekkoatletyka
Mężczyźni
- Andre Andrews – pchnięcie kulą F58, 11. miejsce (5,25 m)[2].

Kobiety
- Melaica S. Tuinfort – pchnięcie kulą F56-F58, 17. miejsce (5,29 m, 639 punktów)[3].